# آلبرتو ناتوش
آلبرتو ناتوش (انگلیسی: Alberto Natusch; زاده ۲۳ مهٔ ۱۹۳۳ – درگذشته ۲۳ نوامبر ۱۹۹۴) سیاستمدار اهل بولیوی بود. وی از ۱ نوامبر ۱۹۷۹ تا ۱۶ نوامبر ۱۹۷۹ رئیس‌جمهور این کشور بود.